# Association sportive Saint-Junien rugby
Maillots
Actualités
Dernière mise à jour : 14 aout 2025.
L’Association sportive Saint-Junien rugby est un club de rugby à XV français basé à Saint-Junien, section rugby de l'Association sportive de Saint-Junien. L'équipe joue en Championnat de France de rugby à XV de Régionale 1 pour la saison 2025-2026.

## Histoire

### Prémices du rugby à Saint-Junien
Le rugby apparaît à Saint-Junien avant le début du XXe siècle. En 1904, on y dénombre trois associations sportives : l'Union sportive de Saint-Junien, le Club athlétique de Saint-Junien et la Jeunesse sportive de Saint-Junien.
Deux ans plus tard, le CASJ absorbe la JSSS, avant de changer en nom en décembre 1907 pour devenir l'Association des sports de Saint-Junien.
En 1910, l'ASSJ disparaît, ne laissant que l'USSS comme club de rugby pour représenter la ville.
L'USSS entre temporairement en sommeil de 1932 à janvier 1936 ; pendant ce laps de temps, un nouveau club se forme, l'Union sportive ouvrière.

### Fondation du club
Le 21 octobre 1940, à la suite des directives du gouvernement de Vichy, les deux clubs de la ville sont contraints de fusionner : l'Association sportive de Saint-Junien est ainsi créée,.
Le club est sacré champion de France de 2e division en 1961.
Après avoir obtenu sa promotion en Fédérale 2 en 2009, et évolué pendant trois années consécutives en Fédérale 1, le club retrouve en 2013 le championnat de Fédérale 2, puis descend en Fédérale 3 pour la saison 2014-2015. L'AS Saint-Junien retrouve la Fédérale 2 pour la saison 2015-2016. Un an après l'avoir quitté, le club gantier va retrouver l'échelon médian après être sorti vainqueur de sa double confrontation avec Cournon-d'Auvergne en 16e de finale du championnat de France de Fédérale 3.

## Identité visuelle

### Couleurs et maillots
Les couleurs du club sont le rouge et le noir.

### Logo

Évolution du logo
Ancien logo abandonné en 2022.
Logo de 2022 à 2023.
Logo réinstauré en 2023.

## Palmarès

### Détail du palmarès
- 1941/1942 : vainqueur de la Coupe du Limousin
- 1947/1948 : champion du Limousin Promotion
- 1951/1952 : champion du Limousin
- 1960/1961 : champion de France de 2e division
- 1962/1963 : finaliste du championnat de France de 2e division
- 1994/1995 : finaliste du championnat de France de 3e division

### Finales
| Compétition                          | Date de la finale | Vainqueur       | Score   | Finaliste       | Lieu de la finale                  | Spectateurs |
| ------------------------------------ | ----------------- | --------------- | ------- | --------------- | ---------------------------------- | ----------- |
| Coupe du Limousin                    | 1942              | AS Saint-Junien | -       | -               | -                                  | -           |
| Championnat du Limousin Promotion    | 1948              | AS Saint-Junien | -       | -               | -                                  | -           |
| Championnat de France de 2e division | 1961              | AS Saint-Junien | 6 - 3   | Lannemezan      | Stade Gaston-Simouet, Bergerac     | -           |
| Championnat de France de 2e division | 1963              | Langon          | 5 - 0   | AS Saint-Junien | Stade Francis-Rongiéras, Périgueux | -           |
| Challenge de l'Essor                 | 1969              | Bergerac        | 16 - 6  | AS Saint-Junien | Stade Gaston-Simounet, Bergerac    |             |
| Championnat de France de 3e division | 1995              | US Carmaux      | 21 - 11 | AS Saint-Junien | Stade Jean-Alric, Aurillac         | -           |

## Personnalités du club

### Joueurs emblématiques
- Lionel Camisuli
- Jean Colombier
- Vern Cotter
- Ali Guerraoui
- Jean-Pierre Lecompte
- Jacques Puigrenier[3]
- Serge Pasquier
- Jean-Claude Rossignol
- Erdinci Septar
- Casper Viviers

### Entraîneurs
- Eric Mestre